# ʻEwa Gentry
ʻEwa Gentry ist ein Ort (census-designated place) des Honolulu County auf der Insel Oʻahu im US-amerikanischen Bundesstaat Hawaii.

## Geschichte
Dieses Gebiet ist auch unter dem Namen ʻEwa bekannt (auf Hawaiisch bedeutet ʻewa „krumm“ oder „schief“). Im späten 19. und frühen 20. Jahrhundert war ʻEwa eines der großen Bevölkerungszentren auf der Insel Oʻahu, wobei sich die Industrie auf die Zuckerrohrproduktion konzentrierte. Die Verarbeitungsstätte in ʻEwa war ein wichtiger Arbeitgeber, der Wohnsiedlungen errichtete. In der ʻEwa-Ebene wird inzwischen kein Zuckerrohr mehr angebaut, und ʻEwa Gentry ist heute Teil des neuen suburbanen Wachstumszentrums von Oʻahu.

## Demographie
Laut der Volkszählung von 2020 leben hier 25.707 Einwohner. 12,9 % der Bevölkerung bezeichneten sich als Weiße, 2,8 % als Afroamerikaner, 6,9 % als indigene Hawaiier und pazifische Insulaner und 46,3 % als Asian Americans. 1,7 % gaben die Angehörigkeit zu einer anderen Ethnie und 29,1  % zu mehreren Ethnien an. 11,6 % der Bevölkerung bestand aus Hispanics oder Latinos. Das mittlere Haushaltseinkommen lag 2019 bei 111.272 US-Dollar und die Armutsquote bei 3,7 %.